# Deserto patagonico

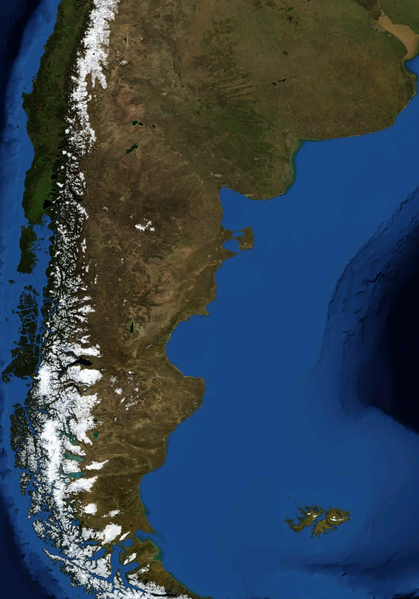
Il deserto della Patagonia in un'immagine del programma gratuito NASA World Wind.

Il deserto patagonico, noto anche come deserto della Patagonia o steppa patagonica, è il maggiore deserto dell'intero continente americano e occupa il posto di settimo maggiore deserto per superficie nel mondo, dal momento che si estende su 673.000 km².
La steppa patagonica è un'ecoregione sudamericana della ecozona neotropicale appartenente al bioma delle Praterie, savane e macchie temperate (codice ecoregione: NT0805).
Si trova principalmente in Argentina, nella regione meridionale della Patagonia, con piccole porzioni in Cile ed è circondato dalla cordigliera delle Ande ad occidente, dall'Oceano Atlantico ad est, dalla zona argentina della Pampa a nord, e dallo Stretto di Magellano a sud.

## Territorio
Il deserto della Patagonia è la maggiore massa continentale a sud del 40º parallelo ed è un grande deserto di perenne clima isotermico freddo, temperature dovute anche al fatto che per buona parte si estende su di un altopiano (la meseta della Patagonia). La temperatura raramente eccede i 12 °C e arriva a una media di soli 3 °C. La regione sperimenta circa sette mesi di inverno e cinque mesi di estate. Le gelate non sono rare nel deserto, ma, a causa della condizione molto secca tutto l'anno, le nevicate sono scarse. La barriera opposta dalle Ande, che si trova ad ovest del deserto, è la ragione primaria della condizione desertica della Patagonia, dal momento che gli alti crinali (superiori ai 4.000 metri) fermano il flusso di umidità dal sud dell'oceano Pacifico. Questo crea un'ombra pluviometrica che è la causa principale della formazione del deserto, ed è la causa principale della sua aridità, a dispetto del fatto che circa la metà del deserto si trovi a meno di 300 km dall'oceano Atlantico. Anche la corrente delle Falkland, molto fredda e secca, che lambisce la costa atlantica del Sud America contribuisce all'aridità dell'area.
Prima della formazione della cordigliera delle Ande, che la rese arida, la regione era molto probabilmente coperta dalla foresta temperata. Dopo la formazione delle Ande, la cenere dei vicini vulcani coprì le foreste, acque sature di minerali infiltrarono i tronchi, fossilizzando dunque gli alberi e creando una delle migliori foreste pietrificate, nella zona centrale del deserto. Il deserto della Patagonia è composto principalmente di pianure di ghiaia e da qualche altopiano di pietra arenaria che è stato scavato dai fiumi e dai venti, creando canyon e modellando strane forme di argilla che puntellano il paesaggio, scolpito dal vento del deserto. La regione che circonda il deserto ha molte caratteristiche diverse, che dipendono dalla prossimità alla montagna (con brinazione) oppure all'Oceano Atlantico. Effimeri fiumi ad andamento torrentizio, laghi, e depositi alluvionali sono causati dallo scioglimento annuo stagionale dei ghiacciai delle Ande, che sostengono la vita di alcune piante acquatiche. Nella regione si mescolano depositi glaciali, fluviali e vulcanici, e questi depositi hanno modificato significativamente nel tempo il clima del deserto freddo, contribuendo specialmente alla formazione dei sedimenti di ghiaia nella Patagonia.
Il deserto della Patagonia è molto ventoso, anche a causa del fenomeno dell'ombra pluviometrica e dell'intenso, polveroso e molto secco vento Zonda, che si ha prima del passaggio di fronti freddi provenienti dal Pacifico, che vengono prima espansi e privati di nubi e dell'umidità sulle Ande cilene, per poi sperimentare la compressione catabatica mentre scendono dalle montagne e vengono compressi nelle valli dell'altopiano. Questi venti rendono il deserto patagonico la maggiore fonte di polvere sopra la parte meridionale dell'Oceano Atlantico.

## Fauna

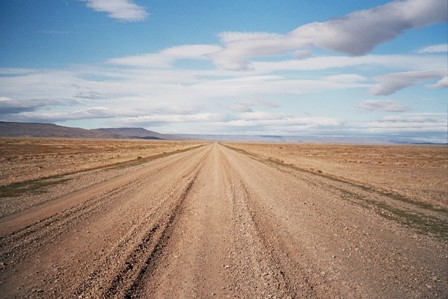
Un'immagine della meseta patagonica argentina.

Nonostante l'aspro ambiente desertico, alcuni animali vivono nella Patagonia. Alcuni si trovano nelle zone periferiche, nei pressi della costa, con temperature più tollerabili e varietà di micro-clima, spesso caratterizzate dalla persistenza di vegetazione. La civetta delle tane, i Nandù di Darwin, il lama guanicoe, il topolino tuco-tuco, la lepre della patagonia (o marà), l'armadillo, la donnola della Patagonia, il puma, la volpe grigia della Patagonia, l'iguana del deserto e alcune specie di aquile e di falchi si contano tra gli animali che vivono nella regione.

## Flora
La flora della regione è molto comune in rapporto al suo tipo climatico della steppa e include alcune specie di arbusti dei deserti freddi come Acantholippia e Benthamiella e piante che creano un tappeto erboso come quelle del genere Stipa e il foraggio Poa. Erbe acquatiche e piante più grosse sussistono in piccoli biotopi ai confini del deserto e attorno ai laghi effimeri che si formano dai torrenti che discendono dalle Ande.

## Popolazione
Il deserto della Patagonia ha ospitato diverse popolazioni indigene nel suo passato, come si rende evidente dalle pitture rupestri nell'area.
Quest'area attualmente è scarsamente popolata e gli attuali abitanti sopravvivono principalmente grazie all'allevamento di animali come ovini e capre. Risorse minerarie, come specialmente petrolio, gas e carbone in alcune parti della regione, sono un altro modo d'interazione che influenza l'ambiente desertico. Il bracconaggio e la caccia di alcuni animali come ad esempio varie specie di volpi, ha ulteriormente messo sotto pressione il già fragile ecosistema.